# Estanislau Konarski
Estanislau Konarski (em polaco: Stanisław Konarski; o nome real: Hieronim Franciszek Konarski; Żarczyce, 30 de setembro de 1700 – Varsóvia, 3 de agosto de 1773) foi um pedagogo polonês, reformador educacional, escritor político, poeta, dramaturgo, padre piarista e precursor do Iluminismo na Comunidade polonesa-lituana.

## Vida
Konarski nasceu em Żarczyce Duże, voivodia de Świętokrzyskie. Ele estudou de 1725 a 1727 no Collegium Nazarenum em Roma, onde se tornou professor de retórica. Depois disso, ele viajou pela França, Alemanha e Áustria e Polônia para ampliar sua educação. Em 1730, ele retornou à Polônia e começou a trabalhar em uma nova edição da lei polonesa, o Volumina legum.
A partir de 1736, ele ensinou no Collegium Resoviense em Rzeszów. Em 1740, ele fundou o Collegium Nobilium, uma escola de elite de Varsóvia para os filhos da pequena nobreza (szlachta). Ele fundou a primeira biblioteca de referência pública no continente europeu em 1747, em Varsóvia. Depois disso, ele reformou a educação piarista na Polônia, de acordo com seu programa educativo, as Ordinationes Visitationis Apostolicae... (1755). Suas reformas se tornaram um marco na luta do século XVIII para modernizar o sistema educacional polonês.
Para o sistema escolar, Konarski exigiu:
- ênfase no conhecimento prático
- ensinar objetivos futuros
- o ensino da língua do povo
- a rejeição do mero aprendizado
- uma atitude cristã
- o desenvolvimento mental do aluno.

No início, Konarski estava politicamente associado ao rei Stanisław Leszczyński; mais tarde, com a " Família " de Czartoryski e o Rei Stanisław August Poniatowski. Ele participou dos famosos " jantares de quinta-feira " deste último. Stanisław August fez com que uma medalha fosse cunhada em homenagem a Konarski, com sua imagem e o lema, de Horácio, Sapere auso ("Atreva-se a saber!"). Konarski argumentou veementemente que o direito de veto tradicionalmente exercido pela nobreza polonesa não era uma lei, mas um costume.
Em sua obra mais importante, O skutecznym rad sposobie albo o utrzymywaniu ordynaryinych seymów (Sobre uma forma eficaz de conselhos ou sobre a condução de sejms comuns, 1760-1763), ele revelou um programa de reforma de longo alcance para os poloneses sistema parlamentar e reorganização política do governo central, que incluía ajudar o monarca com um conselho governamental permanente.
Konarski morreu, aos 72 anos, em Varsóvia, na Polônia. Seu coração está enterrado em uma urna na igreja Piarista em Cracóvia. Seu busto pode ser visto na entrada da cripta desta igreja localizada na ulica Świętego Jana.